# Vojtěch Mornstein
Vojtěch Mornstein (* 15. června 1955, Svitavy) je český vysokoškolský pedagog a spisovatel.

## Život
Po maturitě na gymnáziu ve Svitavách v roce 1974 studoval Přírodovědeckou fakultu Masarykovy univerzity, obor biologie – biofyzika. V roce 1980 získal titul RNDr., v roce 1987 CSc., v roce 1994 se habilitoval a v roce 2002 byl jmenován profesorem pro obor lékařská biofyzika.
Od roku 1979 byl zaměstnán na Biofyzikálním ústavu Lékařské fakulty MU postupně jako asistent, odborný asistent a docent. Od roku 1996 je přednostou Biofyzikálního ústavu LF MU a od roku 2003 vedoucím Biofyzikálního centra Masarykovy univerzity. Je členem Vědecké rady lékařské a přírodovědecké fakulty MU, předsedou Oborové rady pro biofyziku.
Od roku 2008 je předsedou Československé biologické společnosti, členem Českého komitétu pro biofyziku a bývalým předsedou brněnské pobočky Českého klubu skeptiků. Vedle své pedagogické činnosti, která zahrnuje přednášky z lékařské biofyziky a přístrojové techniky pro studenty lékařské fakulty a přednášky z biofyziky pro studenty přírodovědecké fakulty je prof. Mornstein znám jako odpůrce pavědeckých teorií a alternativní medicíny. Předmětem jeho spisovatelské činnosti je vědeckofantastická próza.
Je potomkem rytířů z Mornsteinu a jeho bratrancem je Karel Mornstein-Zierotin. Jeho dědeček Vojtěch z Mornsteinu byl hlavní účetní královského města Prahy a v roce 1860 se účastnil spolu s Miroslavem Tyršem, Jindřichem Fügnerem a dalšími muži ustavující valné hromady tělocvičné jednoty Sokol.

## Hlavní publikace
- Lékařská biofyzika a přístrojová technika (I. Hrazdira, V. Mornstein). Neptun Brno, 2001, 2004.
- Základy biofyziky a zdravotnické techniky (I. Hrazdira, V. Mornstein, J. Škorpíková). Neptun Brno, 2006.
- Lékařská fyzika a informatika (V. Mornstein, I. Hrazdira, A. Bourek). Neptun Brno, 2007.
- Fundamentals of Biophysics and Medical Technology (I. Hrazdira, V. Mornstein, A. Bourek, J. Škorpíková). Masarykova univerzita Brno, 2007.
- Utopený Archimédes (malý alternativní výkladový slovník). Masarykova univerzita Brno, 1999, Nakladatelství Věry Noskové Praha, 2003
- Hrozba z Heliosu. Leonardo Ostrava 2000.
- Gorazdův limit. Knižní klub Praha, 2006 – cena Knižního klubu. Dostupné online a jako e-kniha.